# عقل اصطناعي
العقل الاصطناعي هو مصطلح شائع الاستخدام في وسائل الإعلام ليصف الأبحاث التي تهدف إلى تطوير البرامج والعتاد بقدرات إدراكية تشبه تلك القدرات الموجودة في الدماغ البشري أو الحيواني. وقد استكشفت الأبحاث أن «العقول الاصطناعية» تلعب ثلاثة أدوار هامة في العلم:
1. محاولة مستمرة من خلال علماء الأعصاب لفهم كيفية عمل الدماغ البشري، بما يعرف بـالعلوم العصبية.
2. تبرهن تجربة التفكير في فلسفة الذكاء الاصطناعي على أن أنه من الممكن من الناحية النظرية إنشاء آلة تمتلك جميع قدرات الإنسان.
3. مشروع مهم طويل الأمد لإنشاء آلات قادرة على القيام بأعمال ذكاء عامة أو الذكاء الصناعي العام. وقد تم تعميم هذه الفكرة من قبل ريموند كرزويل (Ray Kurzweil)[2] بما يعرف باسم strong AI (وهو ما يعني آلة ذكية مثل الإنسان).

ومن بين أمثلة الهدف الأول هو المشروع المقدم من قبل جامعة آستون في برمينغهام، England حيث يستخدم الباحثون خلايا بيولوجية لإنشاء “خلايا نيوروسفير “ (تجمعات صغيرة من الخلايا العصبية) من أجل تطوير علاجات جديدة للأمراض مثل مرض الزهايمر وداء العصبون الحركي وداء بَاركِنسون.
والهدف الثاني هو الرد على النقاشات مثل نقاش الغرفة الصينية لـجون سيرل (John Searle) ونقد هوبرت درايفوس (Hubert Dreyfus) الذكاء الاصطناعي أو نقاش روجر بنروز (Roger Penrose) في كتابه إمبراطورية العقل الجديد (The Emperor's New Mind). ويرى هؤلاء النقاد أن هناك جوانب للمعرفة أو الإدراك البشري لا يمكن محاكاته من خلال الآلات. ومن بين الردود على أقوالهم هذه هو أن العملية البيولوجية داخل الدماغ من الممكن محاكاتها بأي درجة من الدقة. حيث من قال بهذا الرد في بداية الخمسينات هو آلان تورنغ في مقالته الكلاسيكية أجهزة الحوسبة والذكاء (Computing Machinery and Intelligence).
يسمى الباحثون الهدف الثالث بشكل عام الذكاء الصناعي العام. لكن كورزويل يُفضل المصطلح الواضح (Strong AI) أو الذكاء الاصطناعي القوي. وقد ركز في كتابه التفرد قريب (The Singularity is Near) على محاكاة العقل بالكامل باستخدام أجهزة الحوسبة التقليدية كمنهج لتطبيق العقول الصناعية ويزعم أنه (على خلفية قدرة الحاسوب على الحساب باتجاه النمو الأسي) أن ذلك من الممكن أن يحدث بحلول 2025. وقد ادعى هنري ماركرام (Henry Markram)، مدير مشروع العقول الإليكترونية (وهو محاولة لمحاكاة العقل البشري) ادعى في مؤتمرات مؤتمر تيد في 2009 أن ذلك ممكن في (2020).

## أساليب محاكاة العقل
على الرغم من أن محاكاة العقل مباشرة باستخدام الشبكات العصبونية الاصطناعية بمحرك الحوسبة عالية الأداء هو نهج شائع  وهناك مناهج أخرى. ومن الممكن أن يعتمد تطبيق العقل الاصطناعي البديل على تكنولوجيا التصوير التجسيمي العصبي (HNeT) مبادئ مرحلة غير التماسك/إزالة التماسك غير خطية. وقد تم إجراء قياس التمثيل على عمليات كمية من خلال نظام الحلول الحاسبية التشابكية الرئيسي الذي يشبه إلى حد كبير معادلة QM الموجبة.